# 神戸新聞
神戸新聞（こうべしんぶん）は、兵庫県神戸市中央区に本社を置く神戸新聞社が発行している地方新聞。

## 概要
1898年2月11日に創刊。翌12日から14日まで3日間休刊したが、それ以降は無休刊の伝統を保っている。発行部数は朝刊約37万部、夕刊約10万部（2023年7-12月時点）である（一部地域は朝刊のみ。後述）。また、兵庫県内においてはシェアは約20%で1位であり、2位の読売新聞よりも0.1%高い。概ね県内の購読率が高いが、阪神地域では比較的低い。
1つの都道府県を広域的にカバーする新聞の中で、都道府県名ではなく県庁所在地を題名にするのは、都道府県と県庁所在地の地名が同じものを除けば名古屋タイムズ（2008年廃刊）の例もある。題字には、横棒が一本多い「新」の本字（ / 𣂺）を使用している。毎月1日付朝刊の1面題字脇に、神戸新聞社是「私たちは公正に伝え、人をつなぎ、くらしの充実と地域の発展につくす」を掲載している。

## 歴史
- 1898年（明治31年）2月11日 - 川崎正蔵によって神戸新聞が創刊（神戸新聞社発足は同年2月1日）。
- 1906年（明治39年）3月24日 - 最初の地方版「摂丹付録」を発行。
- 1925年（大正14年）11月25日 - 紙齢1万号。
- 1931年（昭和6年）8月1日 - 神戸新聞・京都日日新聞・大阪時事新報が合併して三都合同新聞が発足。
- 1933年（昭和8年）12月21日 - 京都日日新聞を分離。
- 1934年（昭和9年）1月5日 - コラム「正平調」開始。
- 1935年（昭和10年）7月22日 - 大阪時事新報を分離。
- 1945年（昭和20年）3月18日 - 神戸空襲により本社罹災のため、この日から10月14日付までの新聞を朝日新聞社で委託印刷。
- 1948年 (昭和23年) 8月1日 - デイリースポーツ創刊。
- 1953年（昭和28年）7月2日 - 紙齢2万号。
- 1961年（昭和36年）10月7日 - 企画広告「癌と闘う」が日本新聞協会の第4回新聞社広告企画賞に初入賞。
- 1965年（昭和40年）10月20日 -「淡路における住民参加の共同社会開発」が日本新聞協会賞（編集部門）受賞。
- 1971年（昭和46年）3月3日 -「イイミミ」夕刊で連載開始。
- 1976年（昭和51年）5月15日 - 神戸まつり終了後の暴徒を撮影していたカメラマンが暴行を受けて死亡[3]。
- 1981年（昭和56年）3月21日 - 紙齢3万号（神戸ポートアイランド博覧会開幕の翌日であった）。
- 1988年（昭和63年）- 日本ABC協会の1月定数で、朝刊の発行部数が505,483部となり、創刊以来初めて50万部を超えた。
- 1994年（平成6年）1月1日 - 京都新聞との間に「緊急事態発生時における新聞発行援助協定」を締結。
- 1995年（平成7年）
  - 1月17日 - 阪神・淡路大震災（兵庫県南部地震）で神戸新聞会館が「全壊」判定。電算写植「六甲」も損害を受け使用不能となる。しかし緊急援助協定を発動し、京都新聞の協力で無休刊で発行し震災の生々しい現状を伝えた[注釈 1]。
  - 7月22日 - 神戸新聞ホームページを開設。
  - 10月17日 - 京都新聞との合同震災企画「生きる」が日本新聞協会賞を受賞する。
- 1998年（平成10年）2月11日 - 創刊100周年。

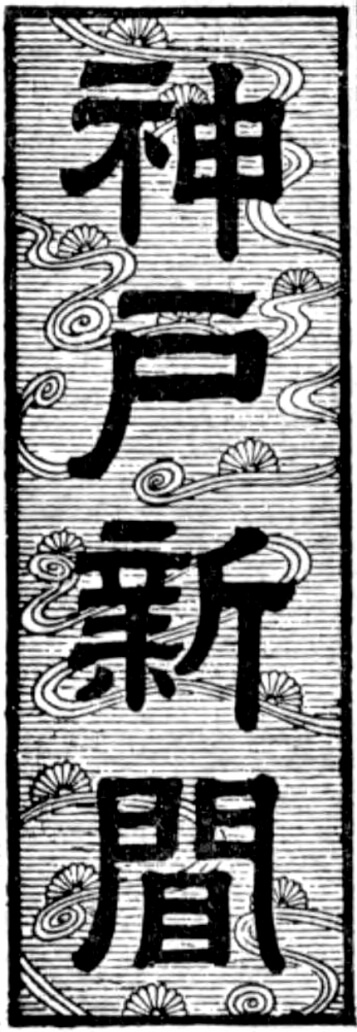
戦前の神戸新聞の題字（現在は上記のデザインを補正したものを使用）。地紋は湊川神社の菊水紋)

- 2008年（平成20年）- 2月より新ロゴマーク制定（新聞の題字は変更していない）。
- 2009年（平成21年）
  - 4月 - 題字下に新ロゴの社名が表記され、題字左にスペースを作り「きょうの紙面」という題の目次を表記。また、それらの下に天気予報を表記している。
  - 5月15日 - 紙齢が4万号。
  - 6月1日 - 記事の中の日時・年齢・金額・数量などを漢数字からアラビア数字へ切り替える。
  - 外信記事を示す記号の日にちが削除され、「（地名）共同」になる。
- 2010年（平成22年）
  - 3月1日 - デイリースポーツ社を合併（2012年編集部門を再分社化。発行元は神戸新聞社のまま）。
  - 9月30日 - 連載記事「ひょうごの医療」が第29回ファイザー医学記事賞の大賞受賞。
- 2011年（平成23年）3月11日 - 東日本大震災が発生。被災地支援態勢をとるとともに、仙台臨時支局を置く。
- 2012年（平成24年）
  - 10月14日 - 神戸新聞社などでつくる実行委員会が「六甲山大学」を開校。
  - 11月1日 - 電子新聞「神戸新聞NEXT（ネクスト）」を創刊。
  - 12月1日 - 株式会社デイリースポーツが発足。
- 2014年（平成26年）1月5日 - 朝刊1面コラム「正平調」の掲載開始から80年。
- 2015年（平成27年）
  - 3月1日 - 地域の課題解決に取り組む「神戸新聞パートナーセンター」発足。
  - 6月2日 - スポーツを通じた地域振興を目指し、サッカーJ1のヴィッセル神戸と連携協定を締結。
  - 10月15日 -「117KOBEぼうさいマスタープロジェクト」が日本新聞協会賞（経営・業務部門）を受賞。
  - 11月21日 - 県内の支援団体や企業、専門家と連携して運営する神戸新聞子育てクラブ「すきっぷ」創設。
  - 12月5日 - 地域課題の解決に向け関西学院大学と連携協定を締結。
- 2017年（平成29年）5月12日 - NIE推進を軸として兵庫教育大学と連携協力協定を締結。
- 2018年（平成30年）
  - 2月11日 - 創刊120周年。新社是「私たちは公正に伝え、人をつなぎ、くらしの充実と地域の発展につくす」を制定。社旗も一新。
  - 3月8日 - 神戸学院大学と防災に関する連携協定締結。
  - 3月27日 - 姫路市と地域課題の解決などに関する連携協定を締結
  - 4月1日 - 神戸ファッション美術館（神戸市東灘区）の指定管理業務を受託し、運営を開始。
  - 4月7日 - 一般社団法人ノオト（篠山市）と、地域振興に関する連携協定を締結。
- 2023年（令和5年）6月5日 - 朝刊の社告で、朝夕刊セットの月ぎめ購読料を7月1日より4,900円に、統合版を3,900円に、それぞれ値上げすると発表した[4]。

## 紙面構成
1面・総合・政治・オピニオン・国際・地方経済・経済・商況・番組（BS・ラジオ面）・文化・スポーツ・くらし・地方ニュース・社会（4ページ、月曜日は3ページ、日曜日・休日の翌日は2ページ）・番組（テレビ欄）の順に構成されている。1面コラムは「正平調」。社説は原則として2本載せている。
天気予報は1面に県内6地区（神戸・姫路・西脇・柏原・豊岡・洲本）と大阪・京都が6時から24時まで3時間おきに6個のマークで表記。全国（札幌・仙台・東京・名古屋・広島・高松・福岡・鹿児島・那覇）はその日の予報を1つのマーク（「のち一時（時々）雨」は「のち雨」、雨（雪）時々曇り・暴風雨（雪）は「雨（雪）」）で表記。当日9時の予想天気図を掲載。解説は日本気象協会関西支部が書いている。3面には「列島お天気ウィークリー」という週間予報と前日のひまわりの衛星写真・あすの潮および太陽と月の出入り・（前日の全国）の天気と気温が掲載されている。
朝刊の4コマ漫画は、2007年6月30日まで京都新聞・南日本新聞等全国各地の地方紙に連載されている『あんずちゃん』（田中しょう作）が連日掲載されていたが、翌7月1日から中日新聞・西日本新聞などブロック紙3社連合の朝刊に『ほのぼの君』（佃公彦作。当新聞では非掲載）の後を受けて連載が開始された『ちびまる子ちゃん』（さくらももこ作）が神戸新聞でも連載される様になった。
そして2012年2月1日からは森栗丸の『おーい 栗之助』が連載されていたが（ブロック紙3社連合以外の新聞では当新聞の他に河北新報・中国新聞・徳島新聞・愛媛新聞の各朝刊にそれぞれ連載）、2017年4月1日からは青沼貴子の『ねえ、ぴよちゃん』に変わった（ブロック紙などにも掲載）。なお、夕刊の4コマ漫画は2009年4月1日付からかまちよしろうの『ゴンちゃん』の連載が開始される（静岡新聞・山梨日日新聞・京都新聞・大阪日日新聞・日本海新聞ほか朝刊にも連載）。

### 新聞の発行体形
- 主に北部・内陸部（但馬・丹波・播磨の一部地域）と淡路島では朝刊のみの「統合版」として、南部の沿岸部（播磨南西部は除く）は朝刊・夕刊の「セット版」として発行されている。統合版（朝刊のみ）を発行する自治体（セット版の地域であっても統合版地域となる場合がある）
  - 相生市
  - 赤穂郡上郡町
  - 赤穂市
  - 朝来市
  - 淡路市
  - 小野市
  - 加西市
  - 加東市
  - 神崎郡（福崎町・市川町・神河町）
  - 丹波篠山市
  - 佐用郡佐用町
  - 宍粟市
  - 洲本市
  - 多可郡多可町
  - たつの市
  - 丹波市
  - 豊岡市
  - 西脇市
  - 美方郡（香美町・新温泉町）
  - 南あわじ市
  - 養父市
- JR大阪駅（3～6番線のみ）、阪神電気鉄道・大阪梅田駅やホワイティうめだの売店でも販売されている。

## 地方面
地方ニュース5ページ。青空主義（兵庫おでかけ情報）［火曜：遊ing　水曜：アウトドア　木曜：食べ歩き　金曜：まち探検　土曜：カルチャー］・地方ワイド面（こうべワイド・はりまワイド）・近隣地方面・地方面・ひょうご面の順に構成されている。
《内は隣接地方面 - ワイド面》
- 但馬
- 丹波
- 西播
- 北播《三木神戸 - はりまプラス》
- 東播《明石 - はりまプラス》
- 姫路
- 淡路
- 明石
- 三木→三木神戸《北播 - こうべワイド》
- 三田
- 阪神
- 神戸→神戸市内
- 神戸東部（2009年4月以降は神戸市内版に統合）

## 番組表の収録局

### 朝刊・メインテレビ面（最終面）
- フルサイズ：NHKEテレ(大阪教育)、NHK(神戸総合)、MBS、ABCテレビ、カンテレ、読売、サン、テレビ大阪
- ハーフサイズ：NHK BS、NHK BSプレミアム4K
- ハーフサイズ(NHKBS放送より小さめ)：BS日テレ、BS朝日、BS-TBS、BSテレ東、BSフジ、BS12トゥエルビ
  - 2011年4月1日よりみもの欄のスペースにBSデジタル番組表がハーフサイズで掲載を開始した。当初は、BS日テレ、BS朝日、BS-TBS、BSフジ、WOWOWプライムだけだったが4月20日よりBSジャパン(現BSテレ東)を掲載し主要BS局が揃った。そのかわりみものは中面に移動した。
- サンテレビ開局のころ（試験放送が行われた1969年4月から少なくとも1970年代）は、左端（番組表の最初）にサンテレビを載せていた。なおサンテレビの局名カットには時期により神戸本局のほか数局の中継局を載せていた場合（開局当時は早朝放送がなかったため、6－9時台の箇所に書いていたり、1980年代にはページ右上の「テレビ」のページカットの下部に、フルサイズで載せていた放送局の電話番号と一緒に載せていた場合があった）と、「サン」とのみ書かれ、チャンネル表記がされていなかった場合とがある。
- 2011年7月23日まで、NHK総合のアナログ放送のチャンネルカットは「2/28/51」と表示された。これは大阪局（VHF。京阪神周辺で直接受信可能）、神戸本局、城崎中継局のチャンネルを現している。
- NHK総合・Eテレの局名カット下部の箇所に書かれている電話番号は神戸局のではなく大阪局のものである（番組については兵庫県向けの内容になっている）。

2006年4月より紙面が刷新され、テレビ欄が1段分拡大され文字も大きくなり、お勧めの番組にはテレビ欄の番組枠の背景をカラーで表示するようになった。また、縦の時間表示も朝6時から午前10時までが緑の白抜き、午前11時から午後5時までがオレンジの白抜き、午後6時から深夜・明朝までが濃い青の白抜きで表示される。テレビ欄の番組開始時間の時表記と分表記で異なった字体を使用している。
2009年4月からテレビ欄の番組名を丸ゴシック体で表記（デイリースポーツも）しそれ以外の情報は従来の明朝体表記になり、テレビ欄の番組開始時間表記はイタリック体に変更した。また背景カラーはドラマが赤、映画が黄、スポーツが青、サンテレビみものが黄緑になった。番組欄の配信元は、長らく東京ニュース通信社であったが、2015年現在は日刊編集センター（日刊スポーツや朝日新聞などの番組欄の配信元）のものを使用している。

### 朝刊・第二テレビ・ラジオ面
- BSデジタル放送
  - ハーフサイズ：BS10、BS10スターチャンネル1、BS11イレブン
  - クォーターサイズ：NHK BS8K、、BSよしもと、WOWOWプライム、同ライブ、同シネマ
- 周辺地域の地上波テレビ局
  - ハーフサイズ：KBS京都、四国
  - クォーターサイズ：RSKテレビ、TSCテレビせとうち、OHKテレビ、西日本、日本海
- FMラジオ局
  - ハーフサイズ：NHK-FM(神戸)、FM大阪、FM802、Kiss FM
  - クォーターサイズ：FM COCOLO
- AM、短波ラジオ局
  - ハーフサイズ：NHK第1、NHK第2、ラジオ関西、ABCラジオ、MBS、大阪、KBS京都、四国
  - クォーターサイズ：BSS、ラジオNIKKEI

2006年4月の紙面刷新でこれまでエリアごとに隣県放送局が異なっていたのを全エリアで統合した。また、放送局表記のカットも黒に白抜き表示に変更した。岡高地域のテレビ局のうち、なぜか瀬戸内海放送のみ非掲載。鳥取県を放送対象地域とする放送局は、山陰中央テレビとV-airが非掲載（前者はテレビ局、後者はラジオ局）。また、兵庫県内の広範囲で親局または中継局が受信できて、県内の一部のケーブルテレビで再送信されているエフエム京都（α-STATION）が非掲載。

### 夕刊・メインテレビ面（最終面）
- フルサイズ：朝刊と同じ
- クォーターサイズ：NHK BS、NHK BSプレミアム4K

### 夕刊・第二テレビ・ラジオ面
- BSデジタル放送
  - クォーターサイズ：BS日テレ、BS朝日、BS-TBS、BSテレ東、BSフジ、WOWOWプライム、スターチャンネル1、BS11イレブン、BS12トゥエルビ
  - 極小サイズ：NHK BS8K
- ラジオ局
  - 極小サイズ(AM、短波)：NHK第1、NHK第2、ラジオ関西、ABCラジオ、MBS、大阪、KBS京都、四国、ラジオNIKKEI
  - 極小サイズ(FM)：NHK-FM、FM802、FM大阪、Kiss FM
  - 超極小サイズ(FM)：FM COCOLO